# ベガーズ・グループ
ベガーズ・グループ (Beggars Group) は、イギリスに本拠を置く独立系レコード会社。母体は1977年創立のベガーズ・バンケット・レコードで、4AD、マタドール・レコード、ラフ・トレード・レコード、XLレコーディングス、Youngなど様々なインディー・レーベルを傘下に収める巨大グループである。
日本では2006年6月にワーナーミュージック・ジャパンとライセンス契約を締結し、
同社内にレーベルを創設する形でベガーズ・ジャパンが発足した。2009年には、新たにホステス・エンタテインメントとライセンス契約を締結し、同時に株式会社ベガーズ・グループ・ジャパンを設立した。
2017年よりビートインクと日本におけるパートナーシップ契約を締結している。